# Higinia Bartolomé del Álamo
Higinia (tmb. "Iginia") Bartolomé de Alamo (Yaritagua, 15 de enero de 1893-1991) fue una poeta y escritora venezolana de Barquisimeto. Contemporánea del profesor Alberto Castillo Arráez,, y esposa del Dr. Antonio Álamo Dávila (1873-1953), ministro de Desarrollo y gobernador del estado de Bolívar durante el gobierno de Juan Vicente Gómez, con lo cual tuvo cinco hijos; Berenice, Antonio, Alicia de Lourdes, Leopoldo y Beatriz de Lourdes Álamo Bartolomé.
Sus padres fueron el español Ricardo Bartolomé Lázaro y de la venezolana Leocricia Villegas Tellechea.